# Floridamuis
De floridamuis (Podomys floridanus)  is een zoogdier uit de familie van de Cricetidae. De wetenschappelijke naam van de soort werd voor het eerst geldig gepubliceerd door Chapman in 1889.

## Voorkomen
De soort komt voor in de Verenigde Staten.